# 永楽町 (宮崎市)
永楽町（えいらくちょう）とは、宮崎県宮崎市内の地名。檍地域自治区に属している。郵便番号は880-0872。

## 地理
宮崎市の中心部、檍地域自治区に属する。大淀川左岸に位置し、集合住宅・マンション等が並ぶ。
北を堀川町、東を大王町・潮見町・前原町、南を吾妻町、西を瀬頭町と接する。

## 歴史
- 昭和20年頃 - 瀬頭町から永楽町が成立。

## 世帯数と人口
2023年（令和5年）9月1日現在の世帯数と人口は以下の通りである。
| 町丁   | 世帯数  | 人口   |
| ------ | ------- | ------ |
| 永楽町 | 665世帯 | 1161人 |

## 小・中学校の学区
市立小・中学校に通う場合、学区は以下の通りとなる。
| 町名         | 小学校             | 中学校             |
| ------------ | ------------------ | ------------------ |
| 永楽町の一部 | 宮崎市立宮崎小学校 | 宮崎市立宮崎中学校 |
| 永楽町の一部 | 宮崎市立潮見小学校 | 宮崎市立宮崎中学校 |

## 交通

### バス
宮交グループの運営するバスが営業している。

### 道路
- 宮崎県道11号宮崎島之内線（宮崎内環状線）

## 施設
- 宮崎市立宮崎小学校
- 小戸之橋
- 後田川緑地公園